# Demeter Ferenc Xavér
Demeter Ferenc Xavér (Besztercebánya, 1740. június 19. – Besztercebánya, 1789) jezsuita rendi pap.

## Élete
25 éves korában lépett a rendbe; a bölcseletet Kassán, a teológiát a Nagyszombati Egyetemen végezte s a harmadik évben Felsőbánban mint német hitszónok működött. A rend feloszlatása után Nagyszombatban a bányászatot tanította; azután a besztercebányai kerületben a nemzeti iskolák felügyelője volt; végre triszkai apát lett és Berthold Ferenc gróf, besztercebányai püspök mellett mint oldalkanonok halt meg.

## Munkái
- Oratio D. Joanni. Tyrnaviae, 1768
- Versuch über die Bergwerkskunde von Philipp Freyh. von Seeberg aus den Vorlesungen des… Pressburg, 1775